# Eric Blore
Eric Blore (Londra, 23 dicembre 1887 – Hollywood, 2 marzo 1959) è stato un attore britannico.
Molto attivo ad Hollywood dove, sfruttando il suo piglio tutto britannico per caratterizzare i suoi personaggi, interpretò circa ottanta film.

## Biografia
Dopo aver frequentato il college, Eric Blore si diede alla professione di agente assicurativo; mentre era in viaggio di lavoro in Australia nacque il suo interesse per il mondo della recitazione, che ben presto divenne una vera e propria passione, fu così che di ritorno in Inghilterra abbandonò l'attività di assicuratore per iniziare quella di attore. Durante la prima guerra mondiale venne assegnato fra le file dei South Wales Borderers. Nel 1917 sposò la prima moglie, Violet Winter, che morì nel 1919. Nel 1923 si trasferì negli Stati Uniti, dove si dedicò alla recitazione nei teatri di Broadway. Nel 1926 sposò la sua seconda moglie, Clara Mackin. 
Durante il suo periodo a Broadway (1923-1926), data la scarsità di ruoli drammatici, per i quali era più portato, si diede a ruoli da caratterista in commedie musicali e riviste, per le quali scrisse anche diverse canzoni, grazie alle quali ricevette cospicui guadagni dai diritti d'autore. Nonostante avesse tentato già in madrepatria la via del cinema intorno agli inizi degli anni venti, senza grandi risultati, nel 1926 partecipò alla versione muta del classico di Francis Scott Fitzgerald Il grande Gatsby per la regia di Herbert Brenon, con Warner Baxter e Lois Wilson. 
La sua grande abilità nel caratterizzare personaggi dall'impassibile aria anglosassone, lo rese adatto ai ruoli di cameriere o di maggiordomo in diverse pellicole, e divenne una presenza costante nella serie di film interpretati dal duo Ginger Rogers-Fred Astaire, a partire da Carioca (1933). Nello stesso anno, dopo aver partecipato alla versione teatrale di The Gay Divorcee, interpretò lo stesso ruolo di maggiordomo nel film Cerco il mio amore (1934), sempre al fianco del duo Rogers/Astaire. La sua interpretazione gli valse la scrittura per la serie di pellicole di spionaggio ispirate al personaggio di Lone Wolf, creato dallo scrittore Louis Joseph Vance e adattato allo schermo dallo sceneggiatore Wolfe Kaufman.
La serie, prodotta dalla Columbia Pictures, dette origine a ben undici pellicole che tennero impegnato Blore dal 1940 al 1947, e che lo videro al fianco di Warren William nel ruolo di Michael Lanyard, ovvero "Lone Wolf", il ladro-spia. Sempre nello stesso periodo, Blore venne invitato a far parte del gruppo di attori scelti dal celebre regista Preston Sturges, per il quale tuttavia l'attore poté recitare solo in due pellicole, Lady Eva (1941) e I dimenticati (1941). 
Dopo gli anni quaranta, la carriera di Blore iniziò la fase calante, e, a parte sporadiche partecipazioni in tono minore in pochi film, l'attore si ritirò definitivamente dalle scene nel 1955. 
Morì d'infarto pochi anni dopo, nel 1959, nella sua casa di Hollywood, all'età di 71 anni.

## Filmografia

### Attore
- The Great Gatsby, regia di Herbert Brenon (1926)
- Il marito ricco (Tarnished Lady) di George Cukor (1931)
- Carioca (Flying Down to Rio), regia di Thornton Freeland (1933)
- Cerco il mio amore (The Gay Divorcee), regia di Mark Sandrich (1934)
- La moglie indiana (Behold My Wife), regia di Mitchell Leisen (1934)
- Quartiere cinese (Limehouse Blues), regia di Alexander Hall (1934)
- Folies Bergère de Paris, regia di Roy Del Ruth (1935)
- Le vie della fortuna (The Good Fairy), regia di William Wyler (1935)
- Dalle 7 alle 8 (The Casino Murder Case), regia di Edwin L. Marin (1935)
- Cappello a cilindro (Top Hat), regia di Mark Sandrich (1935)
- L'uomo dei diamanti (Diamond Jim), regia di A. Edward Sutherland (1935)
- Io vivo la mia vita (I Live My Life), regia di W. S. Van Dyke (1935)
- Notte di carnevale (I Dreamed Too Much), regia di John Cromwell (1935)
- Il mistero delle sette chiavi (Seven Keys to Baldpate), regia di William Hamilton (1935)
- Il fantino di Kent (The Ex-Mrs. Bradford), regia di Stephen Roberts (1936)
- Follie d'inverno (Swing Time), regia di George Stevens (1936)
- Jim di Piccadilly (Piccadilly Jim), regia di Robert Z. Leonard (1936)
- L'uomo dai diamanti (Diamond Jim), regia di A. Edward Sutherland (1936)
- Quartieri di lusso (Smartest Girl in Town), regia di Joseph Santley (1936)
- Voglio danzare con te (Shall We Dance), regia di Mark Sandrich (1937)
- Una donna in gabbia (Hitting a New Hight), regia di Raoul Walsh (1937)
- Dolce inganno (Quality Street), regia di George Stevens (1937)
- Michele Strogoff (The Soldier and the Lady), regia di George Nicholls Jr. (1937)
- Avventura a mezzanotte (It's Love I'm After), regia di Archie Mayo (1937)
- Gioia d'amare (Joy of Living), regia di Tay Garnett (1938)
- Avventura a Vallechiara (Swiss Miss), regia di Hal Roach (1938)
- Trovarsi ancora ('Til We Meet Again), regia di Edmund Goulding (1940)
- A sud di Suez (South of Suez), regia di Lewis Seiler (1940)
- Hellzapopping in Grecia (The Boys from Syracuse), regia di A. Edward Sutherland (1940)
- Lady Eva (The Lady Eve), regia di Preston Sturges (1941)
- I dimenticati (Sullivan's Travels), regia di Preston Sturges (1941)
- La luna e sei soldi (The Moon and Sixpence), regia di Albert Lewin (1942)
- Passaporto per Suez (Passport to Suez), regia di André De Toth (1943)
- Una notte sui tetti (Love Happy), regia di David Miller (1949)
- Ai vostri ordini signora! (Fancy Paints), regia di George Marshall (1950)

### Doppiatore
- Le avventure di Ichabod e Mr. Toad (The Adventures of Ichabod and Mr. Toad), regia di Jack Kinney, Clyde Geronimi e James Algar (1949)

## Doppiatori italiani
- Nino Camarda in Cappello a cilindro, Cerco il mio amore, Follie d'inverno, Voglio danzar con te
- Stefano Sibaldi in Lady Eva, I dimenticati, Ai vostri ordini signora/Bob il maggiordomo
- Amilcare Pettinelli in Helzapopping in Grecia
- Elio Pandolfi in Cerco il mio amore (ridoppiaggio)
- Sergio Tedesco in Dolce inganno (ridoppiaggio)

Da doppiatore è stato sostituito da:
- Gigi Angelillo ne Le avventure di Ichabod e Mr. Toad[1]
- Ambrogio Colombo ne Le avventure di Ichabod e Mr. Toad[2]